# Marquez Haynes
Ne doit pas être confondu avec Marques Haynes.
Keith Marquez Haynes, aussi écrit MarQuez Haynes, né le 19 décembre 1986 à Irving, Texas, est un joueur de basket-ball professionnel américain, naturalisé géorgien. Il mesure 1,88 m et évolue au poste de meneur au Paris Basketball.

## Biographie

### Carrière universitaire
Marquez Haynes, joue deux saisons universitaires (2005-2007) en NCAA pour les Eagles de Boston College. Il change de club universitaire et revient dans son Texas natal pour jouer pour les Mavericks de l'university of Texas at Arlington, une petite équipe universitaire dans une faible conférence entre 2008 à 2010.
Il est le 3e meilleur scoreur du championnat NCAA en 2010 avec 22,6 points par match. Haynes est nommé meilleur joueur de la conférence Southland lors de la saison universitaire 2009-2010. Il obtient aussi une mention honorable (c'est-à-dire un joueur remarqué mais n'apparaissant pas dans les trois meilleures équipes-types de NCAA) de l'Associated Press.
Il se présente à la draft 2010 de la NBA mais n'est pas choisi.

### Carrière professionnelle
Pour sa première année professionnelle, Haynes rejoint le championnat de France de Pro A et joue à Chalon-sur-Saône. Sa saison est réussie : l'équipe remporte la Coupe de France en 2011 et il marque 14,4 points en moyenne par rencontre.
Il est alors remarqué par des clubs plus importants et signe en juillet 2011 à Gran Canaria en Liga ACB pour un contrat de deux ans.
À l'été 2012, il rejoint les Artland Dragons, club de première division allemande. Sur la saison, il marque en moyenne 8,3 points et fait 3,2 passes décisives.
En juillet 2013, il signe un contrat avec l'Olimpia Milan qui évolue en première division italienne. Le 29 décembre 2013, il est licencié de l'Olimpia Milan où il est peu utilisé et qui vient de recruter Daniel Hackett du Montepaschi Siena. Il fait le chemin inverse en rejoignant le Montepaschi jusqu'à la fin de la saison 2013-2014.
En juillet 2014, il signe un contrat de deux ans en Israël au Maccabi Tel-Aviv.
Après une seule saison à Tel-Aviv, il retourne en Italie le 6 juillet 2015,  en signant au Dinamo Basket Sassari. Fin janvier 2016, Haynes signe un contrat avec le Panathinaïkos.
En juillet 2016, Haynes rejoint le Reyer Venezia. Après trois saisons en Italie et deux titres de champion, il retrouve la France en signant au Paris Basketball en Pro B le 25 février 2020.

## Clubs successifs
- 2010-2011 :  Élan sportif chalonnais (Pro A)
- 2011-2012 :  CB Gran Canaria (Liga Endesa)
- 2012-2013 :  Artland Dragons (BBL)
- 2013-2014 :
  -  Olimpia Milan (LegA)
  -  Mens Sana Basket (LegA)
- 2014-2015 :  Maccabi Tel-Aviv (Ligat Winner)
- 2015-2016 : 
  -  Dinamo Sassari (LegA)
  -  Panathinaïkos (ESAKE)
- 2016-2019 :  Reyer Venise (LegA)
- 2020 :  Paris Basketball (Pro B)

### Sélection nationale
En juillet 2011, Haynes obtient la naturalisation géorgienne pour jouer pour l'équipe géorgienne lors du championnat d'Europe 2011.

## Palmarès
- Vainqueur de la Coupe de France en 2011[10].
- Vainqueur de la Coupe d'Israël en 2015.
- Vainqueur de la Coupe de Grèce en 2016.
- Champion d'Italie 2017, 2019.
- Vainqueur de la Coupe d'Europe FIBA en 2018.
- Finaliste de la Semaine des As en 2011.